# Маевский, Иларион Викентьевич
Иларио́н Вике́нтьевич Мае́вский (собственно Хилярий Павел Маевский, пол. Hilary Paweł Majewski; 15 января 1838, Радом — 21 июля 1892, Лодзь) — польский архитектор, академик архитектуры российской Императорской Академии художеств.

## Биография
Учился в Императорской Академии художеств, которую окончил (1860) со званием неклассного художника. Позже получил звание художника с правом на чин XIV класса. Был отправлен на два года за границу, на счет правительства, для усовершенствования в архитектуре.
С 1872 г. и до конца жизни городской архитектор Лодзи. Построил в городе несколько сотен зданий, в том числе важнейшие промышленные сооружения, включая основное здание Бумажной мануфактуры И. К. Познанского.
Присвоено звание академика архитектуры (1879) за представленные Маевским в Совет Академии художеств:
- проект главного фасада Флорентийского собора: «Santa Maria del fiore»;
- реставрация табернакля «Ore San Michele» во Флоренции;
- 36 фотографических снимков его работ;
- засвидетельствованные Петроковским Губернским правлением списки 546 произведенных им построек.

Получил звание почетного вольного общника (1891).